# Varennes-en-Argonne
Varennes-en-Argonne nebo jen Varennes je obec v departmentu Meuse v Grand Est na severovýchodě Francie. Žije zde 629 obyvatel.

## Geografie
Varennes-en-Argonne leží na řece Aire severovýchodně od Sainte-Menehould, poblíž města Verdun.

## Historie
V červnu roku 1791 se Ludvík XVI. pokusil o útěk k hranici Rakouského Nizozemí v dnešní Belgii. Avšak ve Varennes byl i se svou rodinou zadržen místním poštmistrem a francouzským revolucionářem Jeanem-Baptistem Drouetem, kterého na uprchlíky upozornila zpráva z nedalekého Sainte-Menehould, kde strávili předchozí noc. Královská rodina se vrátila do Tuilerií v ponižujícím zajetí. V roce 1793 byli Ludvík XVI. a Marie Antoinetta popraveni.
Varennes byl obsazen německými vojsky na začátku první světové války. Vesnice byla po většinu konfliktu na frontové linii nebo v její blízkosti a byla téměř úplně zničena čtyřmi lety francouzského bombardování. Na rozdíl od některých vesnic Meuse, které se nikdy nevrátily k životu, Varennes byl kompletně přestavěn.

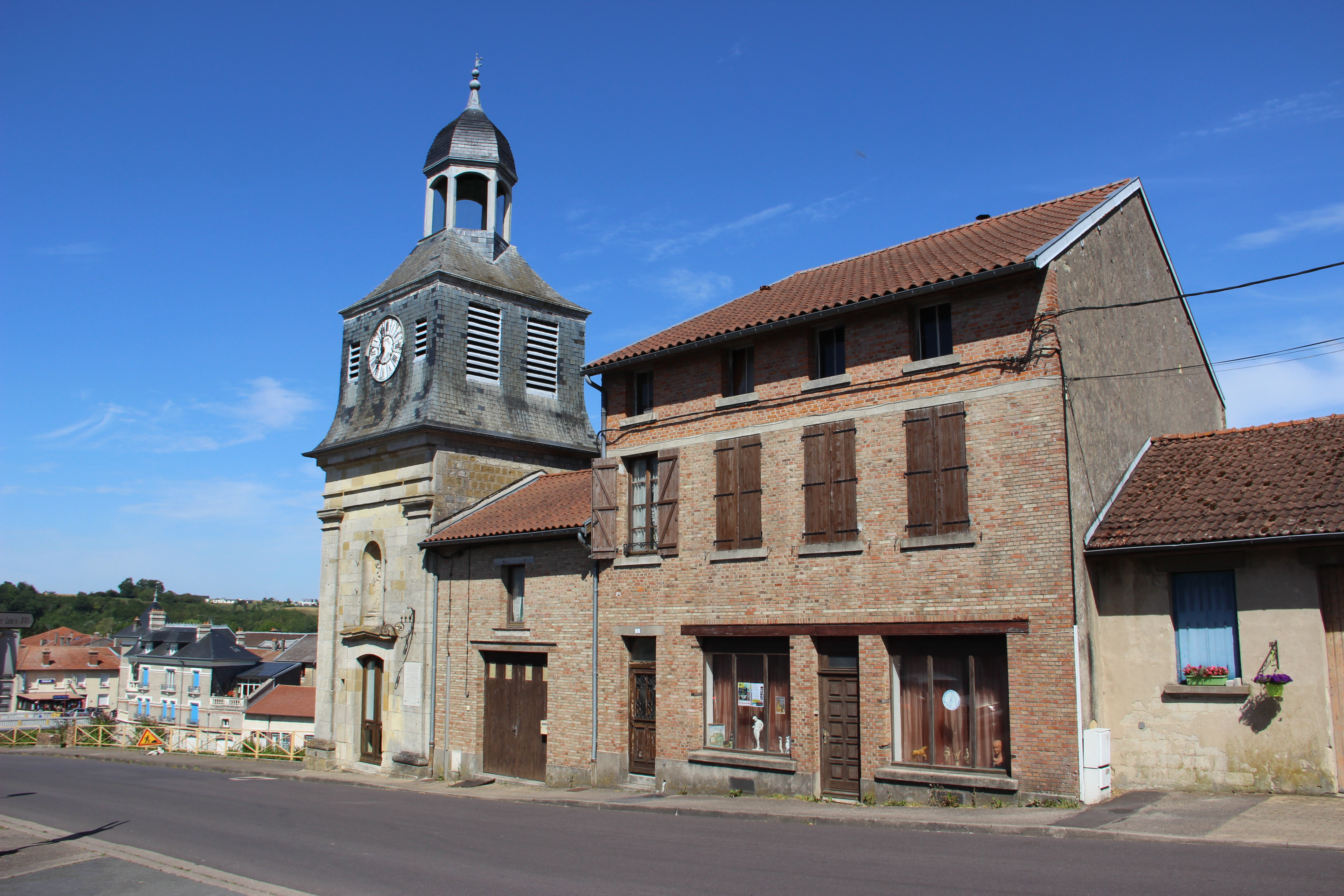
Věž Ludvíka XVI., u které byl Ludvík XVI. s rodinou chycen.

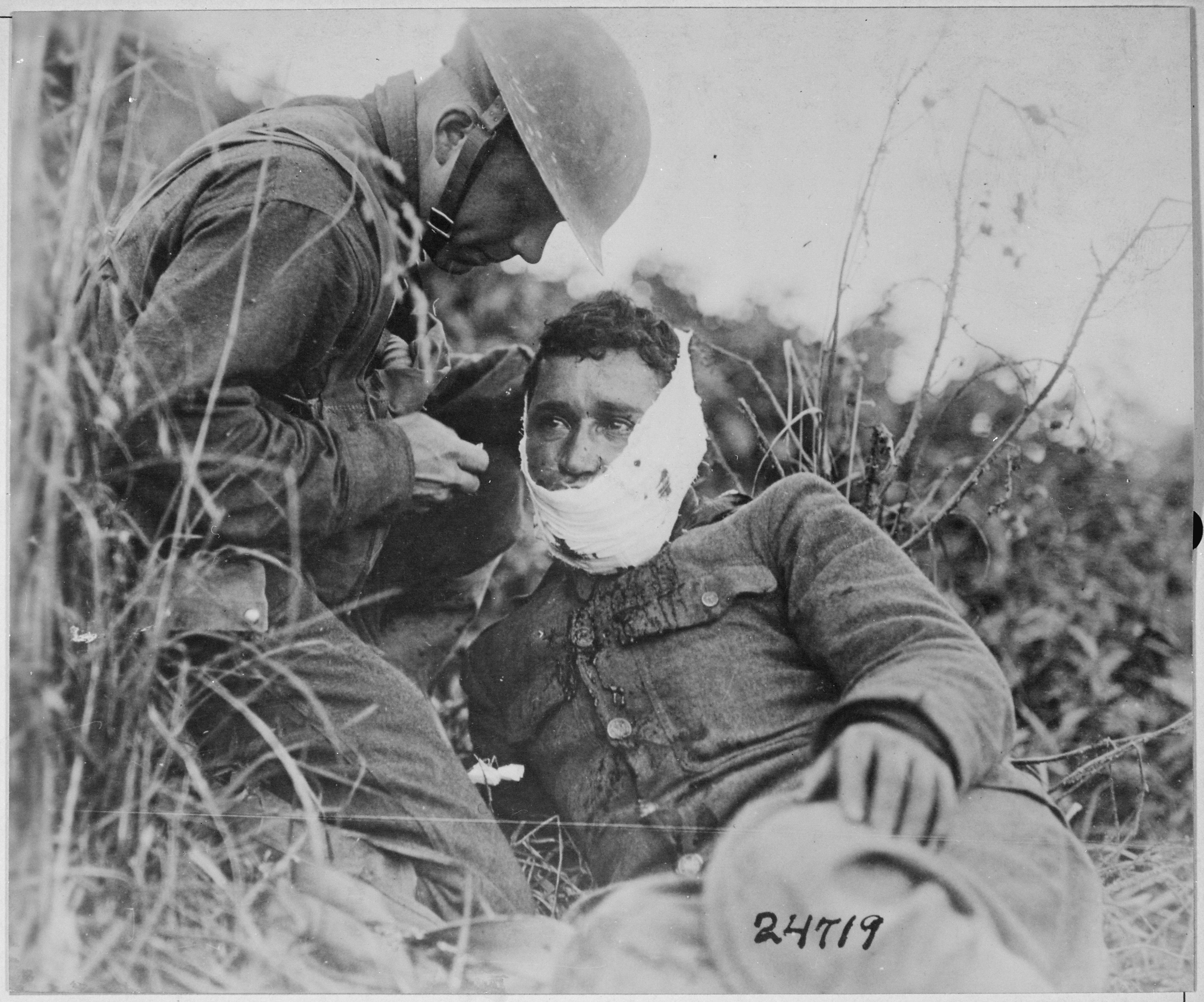
Americký voják zraněn 26. září 1918 ve Varennes-en-Argonne.